# برت امرتون
برت امرتون (هلندی: Brett Emerton؛ زادهٔ ۲۲ فوریهٔ ۱۹۷۹) یک بازیکن فوتبال اهل استرالیا است.
وی همچنین در تیم ملی فوتبال استرالیا بازی کرده‌است.